# Grasbaanrace

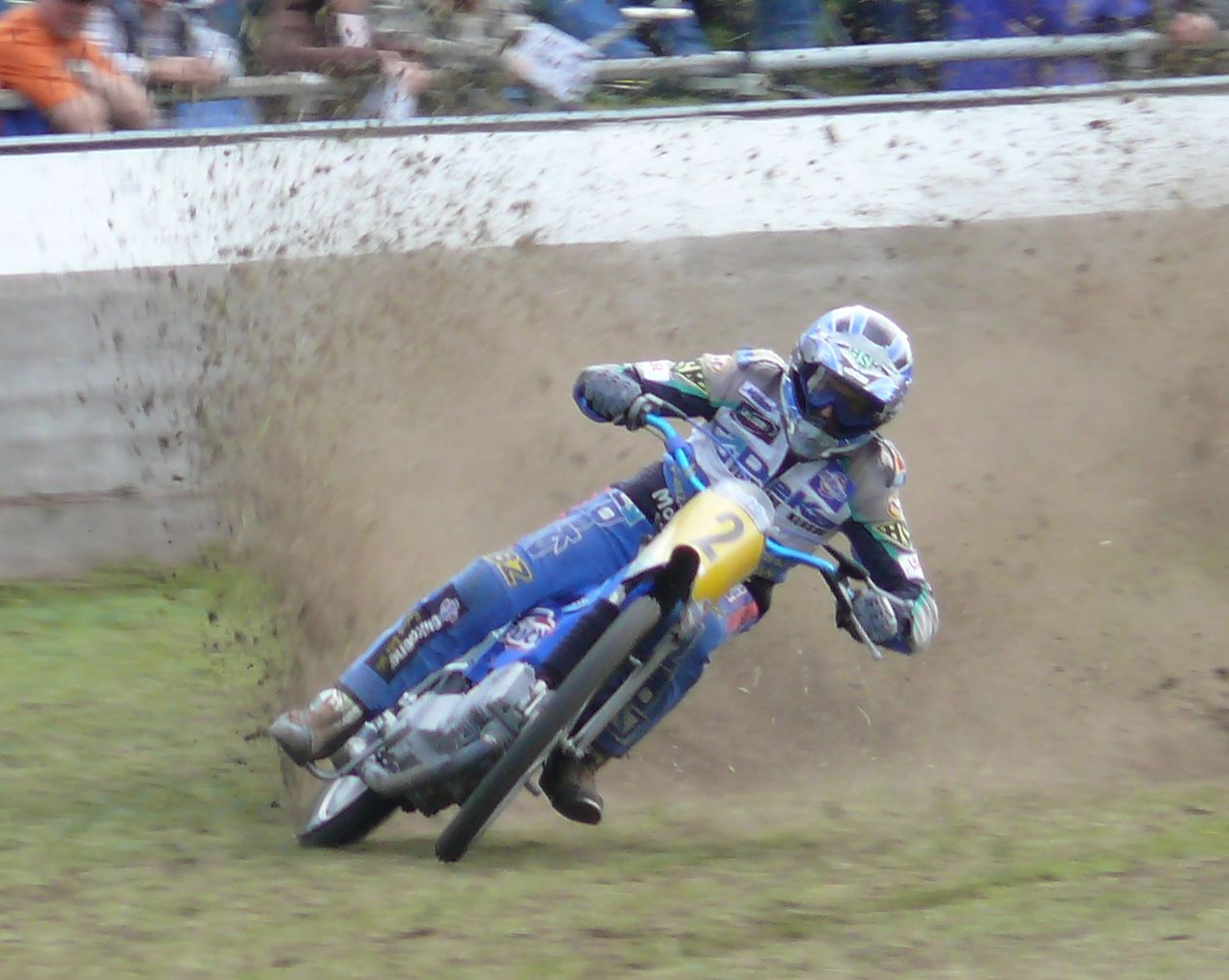

Grasbaanrace is een tak in de baansport (motorsport) naast dirttrack, ijsrace, shorttrack, speedway. 
Deze tak van de motorsport is vooral populair in Noord-Nederland en Duitsland, Engeland en Frankrijk. In Nederland worden er grasbaanraces georganiseerd door de KNMV, MON en de VTBM.
Grasbaanraces worden gereden op een ovale baan van 400 tot 1000 meter. Er rijden in elke manche (vier ronden) zes tot acht man tegen elkaar. De motoren zijn vrijwel dezelfde als bij speedway, maar er wordt in Nederland ook in lichtere klassen gereden, waarvoor meestal crossmotoren worden gebruikt.
Echte grasbaanmachines (specials) hebben achterschokdempers, die speedwaymotoren moeten missen en grasbaanmotoren zijn ook iets langer en hebben grotere wielen. Bovendien hebben grasbaanrijders twee versnellingen, speedwayers maar een. Beide machines zijn echter niet voorzien van remmen. Grasbaan kent ook een zijspanklasse. 
De VTBM (Vereniging Ter Bevordering van de Motorsport) is vooral in het noorden actief waar meestal met crossmotoren wordt gereden. Deze organisatie is meer geschikt voor mensen die het als hobby willen doen en toch in competitieverband wedstrijden willen rijden.